# Ryo Tateishi
Ryo Tateishi (Japans: 立石 諒) (Yokohama, 12 juni 1989) is een Japanse zwemmer. Hij vertegenwoordigde zijn vaderland op de Olympische Zomerspelen 2012 in Londen.

## Carrière
Bij zijn internationale debuut, op de wereldkampioenschappen zwemmen 2009 in Rome, strandde Tateishi in de halve finales van de 100 meter schoolslag en in de series van de 50 meter schoolslag. Samen met Junya Koga, Takuro Fujii en Ranmaru Harada eindigde hij als zevende op de 4x100 meter wisselslag.
Tijdens de Pan Pacific kampioenschappen zwemmen 2010 in Irvine eindigde de Japanner als vierde op de 100 meter schoolslag, als vijfde op de 50 meter schoolslag en als negende op de 200 meter schoolslag. In Kanton nam Tateishi deel aan de Aziatische Spelen 2010. Op dit toernooi veroverde hij de gouden medaille op de 100 meter schoolslag en de zilveren medaille op de 50 meter schoolslag, op de 4x100 meter wisselslag legde hij samen met Ryosuke Irie, Takuro Fujii en Ranmaru Harada beslag op de gouden medaille.
Op de wereldkampioenschappen zwemmen 2011 in Shanghai werd de Japanner uitgeschakeld in de halve finales van de 100 meter schoolslag en in de series van de 50 meter schoolslag. Samen met Ryosuke Irie, Takeshi Matsuda en Takuro Fujii zwom hij in de series van de 4x100 meter wisselslag, in de finale eindigden Irie en Fujii samen met Kosuke Kitajima en Shogo Hihara op de vierde plaats.
Tijdens de Olympische Zomerspelen van 2012 in Londen sleepte Tateishi de bronzen medaille in de wacht op de 200 meter schoolslag, op de 100 meter schoolslag strandde hij in de series.

## Internationale toernooien
| Jaar | Olympische Spelen                     | WK langebaan                                                                             | WK kortebaan  | PanPacs                                                 | Aziatische Spelen                                    |
| ---- | ------------------------------------- | ---------------------------------------------------------------------------------------- | ------------- | ------------------------------------------------------- | ---------------------------------------------------- |
| 2009 |                                       | 19e 50m schoolslag 9e 100m schoolslag 7e 4x100m wisselslag                               |               |                                                         |                                                      |
| 2010 |                                       |                                                                                          | geen deelname | 5e 50m schoolslag 4e 100m schoolslag 9e 200m schoolslag | 50m schoolslag · 100m schoolslag · 4x100m wisselslag |
| 2011 |                                       | 17e 50m schoolslag 9e 100m schoolslag 4e 4x100m wisselslag Tateishi zwom enkel de series |               |                                                         |                                                      |
| 2012 | 10e 100m schoolslag · 200m schoolslag |                                                                                          | geen deelname |                                                         |                                                      |

## Persoonlijke records
Bijgewerkt tot en met 12 november 2011

### Kortebaan
| Afstand         | Tijd    | Datum            | Plaats |
| --------------- | ------- | ---------------- | ------ |
| 100m schoolslag | 57,43   | 21 oktober 2010  | Tokio  |
| 200m schoolslag | 2.03,49 | 12 november 2011 | Tokio  |

### Langebaan
| Afstand         | Tijd    | Datum       | Plaats   |
| --------------- | ------- | ----------- | -------- |
| 100m schoolslag | 59,48   | 9 mei 2009  | Canberra |
| 200m schoolslag | 2.08,25 | 10 mei 2009 | Canberra |